# Assisen von Capua
Die sogenannten Assisen von Capua sind eine Sammlung von 20 Gesetzen Kaiser Friedrichs II., die auf einem Hoftag zu Capua Mitte Dezember 1220 veröffentlicht und 1221 in Messina um vier weitere Normen erweitert wurden.

## Entstehung
Ziel der Maßnahmen war es, nach der Kaiserkrönung (November 1220) die Verhältnisse im Königreich Sizilien zu ordnen, da durch die langjährige Abwesenheit Friedrichs die Entwicklung nicht immer im Sinne des Herrschers verlaufen war. Als Maßstab dienten die Verhältnisse zur Zeit des Königs Wilhelm II., während Maßnahmen Tankreds und der Vormundschaftsregierung sowie der Regentschaft für den seit 1212 in Deutschland weilenden König kassiert wurden. Überliefert sind die Texte nur in der älteren Redaktion der Chronik des Richard von San Germano.

## Inhalt
Ass.Cap. 1 widerruft alle Veränderungen nach dem Tode Wilhelms II. (1189).
- Der Sicherung von Rechtssicherheit dienen Ass. Cap. 3 (Verbot der Selbsthilfe und Regelung der gerichtlichen Zuständigkeiten), 4 (Verbot des Waffentragens) und 5 (Verbot der Aufnahme von Dieben und Räubern).
- Bei den Regelungen für Beamte (Ass. Cap. 6, 7, 14, 18) sind die Ernennung der Justitiare durch den Kaiser und die Ernennung der städtischen Magistrate durch den territorial zuständigen Kämmerer zu erwähnen.

- Ass. Cap. 8 hebt alle nach dem Tode Heinrichs VI. und Konstanzes neu eingeführten Zölle und Gebühren auf, das Verbot, neue Märkte und Messen einzuführen, und die Abschaffung der während der Minderjährigkeit Friedrichs neu begründeten ist in Ass. Cap. 9 enthalten.

- Die Geltung von Urkunden betreffen Ass. Cap. 15 und 16. Die Privilegienrevokation (constitutio de resignandis privilegiis; Rücknahme vom Privilegien) setzte für den festländischen Teil des Königreiches Ostern 1221 als Frist für die Vorlage älterer Privilegien zur Kontrolle und Bestätigung; für die Insel Sizilien war der Termin Pfingsten 1221. Eine entsprechende Maßnahme hatte schon Friedrichs Großvater Roger II. erfolgreich durchgeführt. Obwohl neben den Privilegien seiner Eltern nur die im Namen Friedrichs ausgestellten Urkunden von Beginn seiner Regierung bis zur Rückkehr aus Deutschland betroffen waren, haben viele Empfänger auch ältere Urkunden der normannischen Könige zur Bestätigung vorgelegt. Alle diese Bestätigungen weisen in der Datierung die zusätzliche Formel  post curiam Capue celebratam (nach dem in Capua abgehaltenen Hoftag) auf, bis zu den ursprünglichen Terminen konnte die Revision allerdings nicht abschlossen werden, sodass sich noch Jahre später Dokumente mit diesem Vermerk finden. Im Gegenzug bestimmte Ass. Cap. 16 die unbeschränkte Gültigkeit der vom Kaiser ausgestellten Privilegien, was allerdings nicht von Dauer sein sollte.

Auf dem Hoftag in Messina 1221, der für die Bewohner der Insel Sizilien die Gelegenheit zur Vorlage und Bestätigung der älteren Privilegien bieten sollte, wurden vier weitere Bestimmungen hinzugefügt:
- Verbot von Glücksspiel und Regeln für Gaukler,
- Vorschriften über Bad und Wohnung von Dirnen sowie eine
- Kleiderordnung für Juden.

Wahrscheinlich gehört auch Konst. I 80 mit den Normen für das Aussehen von Urkunden und dem Verbot der Kurialschriften zu den Bestimmungen von Messina, obwohl der Text bei Richard nicht überliefert wurde.

## Übernahme in die Konstitutionen von Melfi
14 Vorschriften wurden in die Konstitutionen von Melfi übernommen. Nicht übernommen wurden neben dem Einleitungsparagraphen die Ass. Cap. 8, 9, 13, 11 und 16. Dabei handelt es sich um Bestimmungen zur Wirtschaftsordnung, die Begrenzung des Servitiums zugunsten der Hintersassen sowie die Vorschrift über die unbegrenzte Gültigkeit der vom Kaiser ausgestellten Privilegien. Im letzten Fall war die Entwicklung zum Widerrufsvorbehalt weitergegangen. Die ebenfalls überholte Privilegienrevokation wurde jedoch übernommen, jedoch mit einem Zusatz versehen, der die Zeit der Abwesenheit des Kaisers während seines Kreuzzuges betrifft. Nicht aufgenommen wurde auch die Kleiderordnung für die Juden, da sich anscheinend can. 68 des IV. Laterankonzils allgemein durchgesetzt hatte.

### Ausgabe
- Carlo Alberto Garufi, Ryccardi de Sancto Germano chronica, 1937, S. 88–93, 94–96.

### Studien
- Horst Enzensberger: Capua, Assisen von. In: Lexikon des Mittelalters (LexMA). Band 2. Artemis & Winkler, München/Zürich 1983, ISBN 3-7608-8902-6, Sp. 1491 f.
- Thomas Curtis VanCleve: The Emperor Frederick II of Hohenstaufen. Immutator Mundi. Clarendon Press, Oxford 1972, S. 139–145.
- Hermann Dilcher: Die sizilische Gesetzgebung Kaiser Friedrichs II. Quellen der Constitutionen von Melfi und ihrer Novellen Köln u. a. 1975 (Studien und Quellen zur Welt Kaiser Friedrichs II.,3). S. 18–19: Konkordanzen, weitere Literatur